# Uniform m/57 kv
Frivilliguniform m/57 kv var ett tidigare uniformssystem för frivilliga kvinnor inom försvarsmakten.

## Bakgrund
Då det under Andra Världskriget strömmade in frivilliga kvinnor till krigsmakten ökade behovet av en uniform för dem. Med anledning av detta utvecklades en uniform ur 1939 års Enhetsuniform. Framåt mitten av 50- talet började den bli allt mer omodern och man började utveckla en ny uniform som kom att kallas Frivilliguniform m/57 kv.

## Användning
Som ovan nämnts användes den enbart av frivilliga kvinnor. Den var huvudsakligen fördelad mellan de tre riksförbunden Svenska Lottakåren (SLK), Blå Stjärnan och Svenska Röda korset. Uniformen fick bäras fram till och med den 31 mars 1970. Denna uniform betraktas ibland som en version av m/42 kv.

## Persedlar
I stora drag bars följande persedlar.
- Blus m/57 kv
- Blus, vit
- Fältmössa m/42 kv
- Handskar
- Jacka m/57 kv
- Kappa m/42 kv
- Kjol m/57 kv
- Lågskor
- Ridbyxor m/42 kv
- Strumpor, brungrå
- Vintermössa m/1943